# Lúcio Lusius Geta
Lúcio Lusius Geta foi um  político Romano no 1º século dc que pertencia à ordem equestre e que era prefeito do pretório quando, em 48 dc, ocorreu a conspiração de Messalina contra Cláudio. Segundo Tácito, os assessores de Cláudio não tinham confiança nele, considerando-o muito facilmente influenciável; por conseguinte, o principal conselheiro de Cláudio, Narciso temporariamente retirou Lusius Geta do comando da guarda pretoriana depois que a então Imperatriz Valeria Messalina iniciou em bigamia com Caio. em uma aparente conspiração para derrubar o seu marido como Imperador. (Ver Valeria Messalina#Decadência, morte e consequências.)
No entanto, Lusius Geta manteve a confiança de Cláudio e permaneceu no cargo de prefeito do pretório, embora ele compartilhasse a posição com Rufrius Chrispinus. Em 51 Agripina, temendo que Geta e Chrispinus favorecesse o filho de Messalina e herdeiro imperial Britânico mais do que seu próprio filho Nero, substituiu-os por Sextus Afranius Burrus.
Em 54, Cláudio nomeou Geta governador do Egito (praefectus Alexandreae et Aegypti). Ele permaneceu neste cargo entre 29 de março e 17 de novembro do mesmo ano, quando Nero (que sucedeu a Cláudio no dia 13 de outubro) chamou-o para Roma.